# Tetragonia tetragonoides
Tetragonia tetragonoides (Pall.) Kuntze, comunemente chiamata tetragonia o spinacio della Nuova Zelanda, è una pianta della famiglia delle Aizoaceae. Viene spesso coltivata come ortaggio a foglia.
È una specie molto diffusa, originaria dell'Asia orientale, dell'Australia e della Nuova Zelanda. È stata introdotta ed è una specie invasiva in molte parti dell'Africa, Europa, Nord America e Sud America. Il suo habitat naturale è costituito dai litorali sabbiosi e dalle scogliere. La pianta è alofita e cresce bene in terreni salini.

## Descrizione

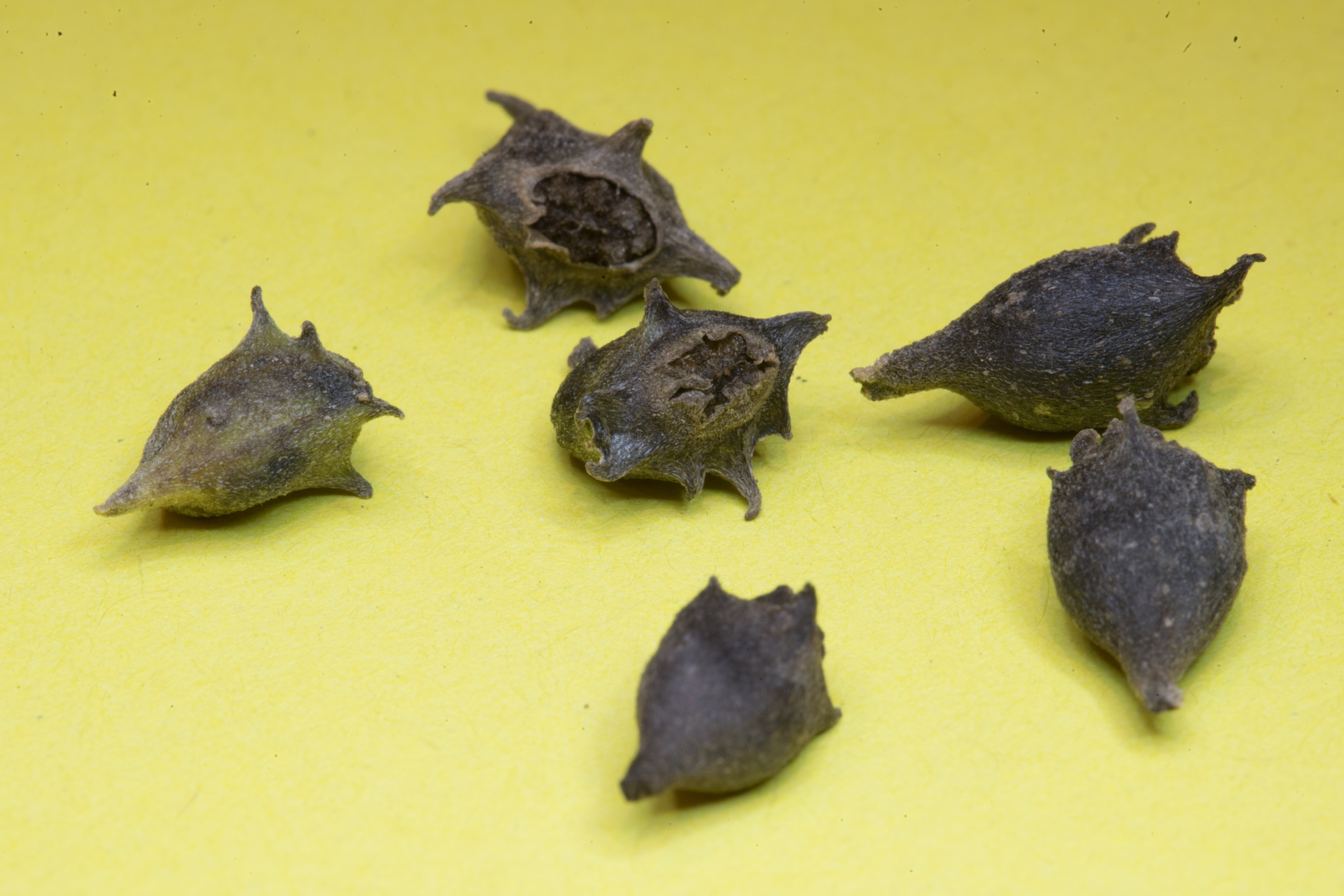
Frutti di T. tetragonoides

La pianta ha un portamento strisciante e forma uno spesso strato vegetale sul terreno o si arrampica su altre piante e pende verso il basso. Può crescere in maniera eretta quando ancora giovane. Le foglie della pianta sono lunghe tra 3 e 15 cm e sono di forma triangolare e di colore verde brillante. Le foglie sono spesse e ricoperte da minuscole papille che sembrano gocce d'acqua sia sulla parte faccia superiore che inferiore. I fiori della pianta sono gialli, ed i frutti sono piccole capsule dure contenenti ciascuna 4-10 semi.

## Distribuzione e habitat
L'areale nativo della tetragonia si estende dalla Cina meridionale al Vietnam e dall'Asia orientale e dall'Australasia alla Nuova Caledonia. La pianta cresce principalmente nel bioma tropicale secco ed è stata introdotta in alcune zone di Europa, Africa e America.

## Coltivazione
La tetragonia viene coltivata per le foglie commestibili e può essere utilizzata come alimento o come pianta ornamentale per la copertura del terreno. Può essere annuale o perenne. Come indicato da uno dei suoi nomi comuni, ha sapore e consistenza simili agli spinaci e viene cucinata nello stesso modo. Come gli spinaci, contiene ossalati; questi devono essere rimossi sbollentando le foglie in acqua calda per un minuto, quindi risciacquandole in acqua fredda prima della cottura. La tetragonia prospera in climi caldi.
I semi spessi e di forma irregolare vanno piantati subito dopo l'ultima gelata primaverile. Prima dell'interramento, i semi devono essere messi a bagno per 12 ore in acqua fredda o 3 ore in acqua tiepida. I semi dovrebbero essere piantati a una profondità di 5–10 mm e distanziati di 15–30 cm. Le piantine emergono in 10-20 giorni e continuano a produrre per tutta l'estate.

## Usi
La tetragonia, usata raramente dalle popolazioni indigene come ortaggio a foglia, fu documentata per la prima volta dal James Cook. Fu immediatamente raccolta, cotta e messa in salamoia per aiutare a combattere lo scorbuto e portato con l'equipaggio dell'Endeavour. Si diffuse quando l'esploratore e botanico Joseph Banks riportò i semi al Kew Gardens durante la seconda metà del XVIII secolo. Per due secoli, T. tetragonoides è stato l'unico ortaggio coltivato originario dell'Australia e della Nuova Zelanda.
Se consumati dopo la bollitura, le tatragonie sono costituite per il 95% da acqua, per il 2% da carboidrati, per l'1% da proteine e contengono grassi trascurabili, fornendo solo 12 calorie per 100 g. In un importo di riferimento di 100 g, gli spinaci sono particolarmente ricchi di vitamina K, fornendo il 243% del valore giornaliero. Contiene anche quantità apprezzabili di vitamina B6, vitamina C e manganese (14-23% DV).